# Гимназија „Бора Станковић” Ниш
Гимназија Бора Станковић је гимназија у Нишу. Настала је 1. септембра 1969. године одлуком Скупштине општине као трећа по реду у граду Нишу. Одлука је донета на заједничкој седници Општинског већа и Већа друштвених делатности. У почетку, гимназија је имала 26 одељења, четрдесетак професора и око 900 ученика. Формирана је поделом Прве нишке гимназије Стеван Сремац, због све већих потреба за средњим образовањем. Добила је име у част Борисава „Боре” Станковића, једног од најзначајнијих писаца српског реализма.

## Историјат школе
Гимназија је девет година након оснивања, 1978. године, прерасла у усмерену школу и доживела крупне реформе. Године 1978/79, уписана су одељења математичко-техничке, графичке и геолошке струке. Тежак задатак увођења нових наставних програма, школа је успешно решила ангажовањем универзитетских професора. Од школске 1981/82. године, Гимназија Бора Станковић уписује само математичко-техничку струку која постаје и њено опредељење. Програми математичко-техничке струке били су веома амбициозни и давали су основу ученицима за више образовање, а школа стиче углед математичке школе.
Од школске 1987/88. године постаје дефинитивно природно-математичка школа. Са таквом основом закорачује поново у гимназијски концепт образовања од школске 1990/1991. године. Школа је у том тренутку имала 24 одељења и 790 ученика. Тада је спроведена још једна реформа и гимназија је добила два смера: природно-математички и друштвено-језички, који су остали до данас. Од укупног броја који се пријави за упис у први разред, 80% су носиоци дипломе „Вук Караџић”. Успех ученика на крају школске године креће се око 99% од тога је 60% одличних ученика. За свој рад школа је добијала признања од којих су најзначајнија: „Учитељ Таса”, награда Културно просветне заједнице Ниша и Признање Први мај са плакетом.
Од 1. септембра 1969. године, директор школе био је Новица Живковић, професор српског језика, педагог и васпитач, публициста и преводилац. Пензионисан је 29. јула 1977. године. Од 1. августа 1977. године функцију директора обавља Олга Медојевић, професор књижевности и српског језика, пензионисана је и на њено место 11. новембра 2002. године долази садашњи директор Љиљана Златановић, професор математике.

## Гимназија данас
Гимназија у овом тренутку има 790 ученика, распоређених у 24 одељења. Ученици су при упису за школску 2016/2017. годину могли да бирају између четири различита смера: 
- Билингвални смер (математички смер на српском и енглеском језику)
- Природно-математички смер
- Друштвено-језички смер
- Рачунарски смер (Ученици са посебним способностима за рачунарство и информатику)

Почетком 2014. године, министар просвете проф др Томислав Јовановић донео је одлуку да се школи одобри отварање рачунарског смера, почев од 2014/2015. школске године. Такође, одлучено је да се укине дотадашњи информатички смер (оглед).

### Информатички смер
Овај смер је постојао од 2006. године и до сада укидања смера уписано је 9 одељења овог смера. Због велике заинтересованости у школској 2013/2014. години, уписана су два одељења овог смера. Поред гимназијских предмета, овај смер има и стручне предмете: Пословни пакети и интернет, Рачунарска графика и мултимедија, Увод у програмирање, Програмски језици, Рачунарске мреже, Информациони системи и базе података, Веб дизајн, Практикум 1 и Практикум 2. Наставни план и програм се изводио на основу Правилника који је издало Министарство науке и образовања (Просветни гласник РС, бр. 4-2006) Одлуком министра смер је укинут 2014. године и замењен је рачунарским смером.

### Билингвални смер
У гимназији постоји од школске 2012/2013. године и сада постоје два одељења. План и програм за билингвални смер су исти као за гимназијски природно-математички смер с тим да се настава неких предмета одржава на енглеском језику. За упис у овај смер потребно је полагање специјалног пријемног испита из енглеског језика.

### Рачунарски смер
Рачунарски смер је нови смер у гимназији „Бора Станковић” и постоји још у две гимназије у Србији. У пролеће 2014. године, министар просвете проф др Томислав Јовановић донео је одлуку да се гимназији одобри остваривање образовног програма обдарени ученици у рачунарској гимназији, почев од 2014/2015. школске године.
Наставни план и програм за обдарене ученике се реализује на основу Правилника за обдарене ученике у Рачунарској гимназији у Београду (Просветни гласник РС, бр26-04).
Рачунарска гимназија у Београду дала је сагласност да се у овој гимназији, чији је оснивач Република Србија, може несметано изводити настава према наведеном наставном плану и програму.

## Простор школе
Школску зграду, у улици Вождовој 27, површине 3874 m2, користе гимназије Стеван Сремац и Бора Станковић. Просторна оптерећеност (дневно кроз школу прође 1600 ђака) отежава рад. Гимназија Бора Станковић у својој смени користи 25 учионица, од којих су четири мањег капацитета и не задовољавају норматив коришћења простора. Заједнички се користе кабинети за физику, хемију и биологију и фискултурна сала. Гимназија Бора Станковић има засебна два кабинета за рачунарство и информатику, као и библиотеку са преко 10 хиљада књига. У школи се налази и свечана сала, коју користе обе гимназије и која служи за свечаности и догађаје које приређују обе школе.

## Борини дани
Борини дани представљају културну манифестацију, коју организује гимназија Бора Станковић сваке године последње недеље марта. На Бориним данима учествују ученици ове школе и својим идејама, креативношћу и знањем доприносе да ова школа сваке године добије све похвале од градских званичника. Током Бориних дана, који су 2014. године укупно трајали десет дана, ученици уз помоћ професора организују различите активности као што су: Боровизија (такмичење у певању), квиз Боралица, представе, наступи школског бенда, штандови, конференције, маскенбал, турнири у различитим спортовима итд.